# Morfinmetylbromid

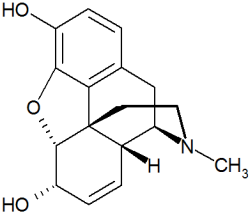
Strukturformel för morfin. Morfinmetylbromid skiljer sig genom att ha en ytterligare metylgrupp (CH_{3}) på kväveatomen i nedre högra hörnet, samt en bromidjon.

Morfinmetylbromid, även kallat morfosan, summaformel C18H22BrNO3, är ett morfinderivat. Ämnet används inom veterinärmedicinen.
Substansen är narkotikaklassad och ingår i förteckningen N I i 1961 års allmänna narkotikakonvention, samt i förteckning II i Sverige.